# Hans Zeisner
Hans Zeisner (* 23. März 1911 in Wien; † 25. Mai 1978 ebenda) war ein österreichischer Komponist, Geiger und Kapellmeister.

## Leben und Wirken
Hans Zeisner wurde als Sohn eines Bahnbeamten geboren. Auf Wunsch seines Vaters begann er nach der Matura am Bundesgymnasium Wien II an der Universität Wien 1930 ein Jus-Studium, das er bereits 1931 abbrach und er sich dann dem Komponieren widmete. 1932 erschienen in Wien seine ersten gedruckten Werke, die auch in Radio Wien gespielt wurden. Er komponierte vor allem Schlager und kurze Zeit später schrieb er auch Wienerlieder. Nach der Machtübernahme durch die Nationalsozialisten in Österreich 1938 wollte er in die USA auswandern, wurde aber von den Nazis verhaftet und ins Konzentrationslager Dachau deportiert. Nach seiner Entlassung gelang ihm die Emigration im Mai 1939 nach Shanghai (China). Dort arbeitete er als Kapellenleiter bzw. Musiker uns dies später auch auf italienischen Schiffen sowie in Hongkong. 1947 kehrte er wieder nach Wien zurück und konnte an seine Erfolge anschließen. Bekannte Schlagersänger dieser Zeit, wie Rudi Hofstetter und Jörg Maria Berg (Weiße Möwen) hatten ihre ersten Erfolge mit seinen Schlagern. Außerdem komponierte er Operetten, 1955 Mister X und Das goldene Nest sowie Filmmusik.
Seine Grabstätte befindet sich auf dem Friedhof Ober St. Veit in Wien (Gruppe J, Reihe 3, Nummer 10).

## Auszeichnungen
- Goldenes Ehrenzeichen für Verdienste um die Republik Österreich
- Berufstitel Professor